# Новая Крымза
Новая Крымза — посёлок в Сызранском районе Самарской областив составе сельского поселения Варламово.

## География
Находится недалеко от северной границы города Сызрань, прилегая к северной объездной дороге.

## Население
Постоянное население составляло 228 человек (русские 80 %) в 2002 году, 233 в 2010 году.